# Мухи
Мухи (мађ. Muhi), је село у Боршод-Абауј-Земплен, у Мађарској.

## Положај
Мухи се налази на 15 km јужно од града Мишколца.

### Ближа насељена места
Хејекерестур (5 km), Керем (4 km), Нађчеч (3 km), Онод (4 km) и најближи град : Њекладхаза (7 km).

## Историја
Овај предео је насељаван од давнина, први писани извори потичу из 13. века и дају информације о два насеља Мухи и Пога (Poga). Године 1241. овде се одиграла Мухичка битка где су Татари поразили војску мађарског краља Беле IV. После ове битке становништво је напустили насеље и вратило се тек у 14. веку. После пада Егера и мезекерестешке битке, становници су опет напустили село, овај пут на дуже време.
Пога се у 18. веку опет попунила са становништвом и 1928. године је преименована у Мухи.